# Johannes Ilberg
Karl Theodor Hugo Johannes Ilberg, född den 10 juli 1860 i Magdeburg, död den 20 augusti 1930 i Leipzig, var en tysk klassisk filolog och gymnasielärare. Han var son till den ansedde pedagogen Hugo Ilberg och far till fysikern Waldemar Ilberg.
Ilberg studerade från 1879 till 1884 klassisk filologi, germanistik, klassisk arkeologi, historia och filosofi vid universiteten i Leipzig, Bonn och Berlin. Hermann Usener, som var hans lärare i Bonn, uppmuntrade honom att sysselsätta sig med antika medicinares verk. Hans promotion under Otto Ribbeck om Corpus Hippocraticum och hans statsexamen ägde rum i Leipzig 1883. 
Ilberg gick därefter i faderns fotspår som lärare och slutligen rektor vid olika gymnasier. År 1927 blev han hedersdoktor vid medicinska fakulteten i Leipzig.
Ilberg var medarbetare i den av Hermann Diels grundade Corpus Medicorum Graecorum. Han författade talrika artiklar för Wilhelm Heinrich Roschers Ausführliches Lexikon der griechischen und römischen Mythologie och publicerade recensioner i Berliner Philologische Wochenschrift, vilka enligt Carl Becker utmärks av "klarhet och akribi". Dessutom skrev han uppsatser för vetenskapliga tidskrifter och samlingsverk liksom för publikationerna från preussiska och sachsiska vetenskapsakademierna. Sedan 1897 war Ilberg medutgivare, från 1902 tillsammans med Bernhard Gerth, och från 1914 till 1929 utgivare av de på Teubner-Verlag utkomna årsböckerna Neue Jahrbücher für das klassische Altertum, Geschichte und deutsche Literatur (från 1925 under titeln Neue Jahrbücher für Wissenschaft und Jugendbildung, kända under namnet Ilbergs Jahrbücher).